# مل دانیلز
مل دانیلز (انگلیسی: Mel Daniels؛ ۲۰ ژوئیهٔ ۱۹۴۴ – ۳۰ اکتبر ۲۰۱۵) بازیکن بسکتبال اهل ایالات متحده آمریکا بود.
وی همچنین برندهٔ جوایزی همچون تالار مشاهیر بسکتبال شده‌است.
از باشگاه‌هایی که در آن بازی کرده‌است می‌توان به ایندیانا پیسرز و بروکلین نتس اشاره کرد.